# Antonio Pacinotti

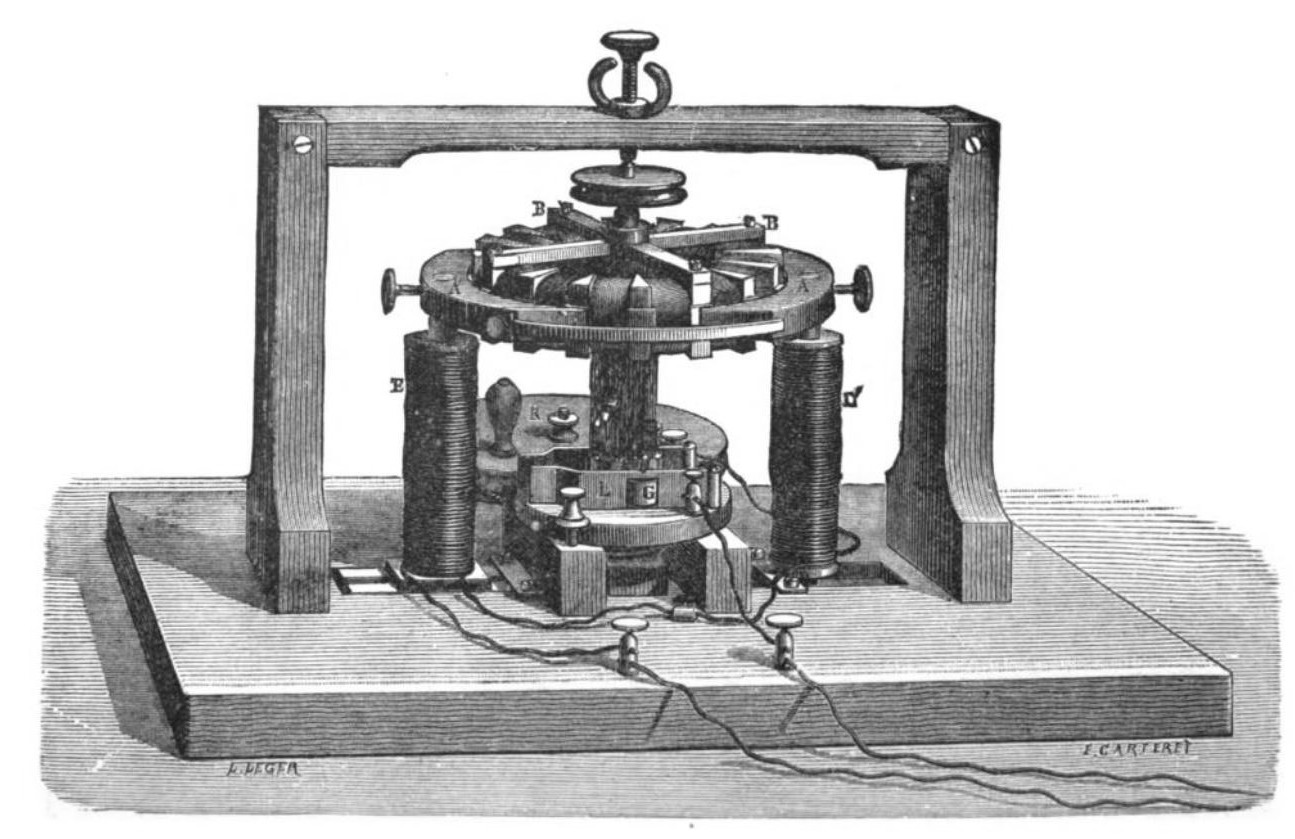
Dinamul construit de Pacinotti

Antonio Pacinotti (n. 17 iunie 1841, Pisa, Marele Ducat de Toscana – d. 24 martie 1912, Pisa, Toscana, Italia) a fost un fizician italian.
Este cunoscut pentru faptul că, în 1860, a inventat și îmbunătățit un generator electric de curent continuu, care poate fi considerat un prototip al dimanului de astăzi.
Dispozitivul a fost descris în lucrarea Il Nuovo Cimento, publicată în 1865.
De asemenea, a observat că acesta poate fi utilizat și ca motor electric.
A fost unul dintre descoperitorii cometei 109P/Swift-Tuttle.